# Robert Pullen
Robert Pullen (Sherborne, 1080 circa – Viterbo o Roma, 1146 o 1147) è stato un cardinale, teologo e filosofo inglese, considerato uno dei fondatori dell'Università di Oxford.

## Biografia
Apparteneva alla famiglia dei conti di Oxford ed era primo cugino di John, priore del monastero di Sherborne. Avviato alla carriera ecclesiastica, iniziò gli studi di teologia in Inghilterra, per completarli successivamente presso l'Università di Parigi, dove studiò sotto Guillaume de Champeaux dopo il 1103: ottenne il titolo di magister.
Verso il 1113 divenne arcidiacono di Exeter; in seguito divenne il secondo degli insegnanti di Oxford e insegnava filosofia e teologia. Iniziò a trasformare Oxford in una università sul modello da lui osservato a Parigi. Divenne famoso per i suoi sermoni e si dice che il re Enrico I d'Inghilterra gli offrisse la possibilità di diventare vescovo, ma Pullen declinò l'offerta. Nel 1135, dopo la morte del re, scoppiò una violenta guerra civile tra gli eredi di Enrico per la successione al trono: da una parte la figlia Matilde e dall'altra il nipote Stefano; vista la situazione in Inghilterra, Pullen lasciò Oxford e si diresse verso Parigi, dove continuò a insegnare e a scrivere.
Il suo modo di vivere ascetico, la sua competenza in teologia e la sua influenza nell'università lo fecero prima notare e in seguito diventare intimo amico di Bernardo da Chiaravalle, futuro santo. Tra i suoi studenti si ricordano Giovanni di Salisbury e Bernardo Paganelli, O.Cist., il futuro papa Eugenio III. Fu nominato arcidiacono di Rochester, probabilmente prima del 1137, durante l'episcopato del vescovo Ascelino, ma questi ben presto manifestò la propria insoddisfazione per la assenza prolungata dall'Inghilterra del suo arcidiacono. In sua difesa Bernardo scrisse al vescovo accusandolo di voler trattenere l'arcidiacono e sostenendo, al contrario, l'importanza della difesa dell'ortodossia. In ogni caso il vescovo non volle sentire ragioni e mise sotto sequestro i beni del Pullen come rappresaglia. Nel 1141 fu chiamato a Roma da papa Innocenzo II.
Fu creato cardinale da papa Innocenzo II nel concistoro del 1142 e ricevette il titolo di Santi Silvestro e Martino ai Monti. Prese parte all'elezione papale del 1144, che elesse papa Lucio II. Fu cancelliere di Santa Roman Chiesa tra il novembre 1144 e il settembre 1146; inoltre, sottoscrisse le bolle papali tra il 31 gennaio e il 14 febbraio 1145; tra il 10 marzo 1145 e il 22 settembre 1146. Partecipò all'elezione papale del 1145, in cui fu eletto papa Eugenio III.
Non è certa la data della sua morte: si ritiene probabile che morì tra il 22 settembre e il 17 dicembre 1146, anche se qualche storico la sposta al 1147; anche il luogo non è noto: fu probabilmente Roma o Viterbo, mentre quasi sicuramente fu sepolto a Viterbo.

## Opere
Le opere che sono giunte fino a noi sono:
- Sententiarum libri VIII, ed. J.-P. Migne, in PL 186, Paris 1854, 639-1010.
- Sermo de omnibus humanae vitae necessariis (o De contemptu mundi), edito in: F. Courtney, "An Unpublished Treatise of Cardinal Robert Pullen (†1146). Sermo de omnibus humane vite necessariis or De contemptu mundi", in Gr. 31 (1950), 192-233.

Di incerta attribuzione:
- ps-Hugo de Sancto Victore, De caeremoniis ecclesiasticis, ed. J.-P. Migne, in PL 176, Paris 1854, 381-451.